# Birjan Orazov
Birjan Orazov (in kazako Биржан Оразов?; Aâköz, 17 ottobre 1994) è un giocatore di calcio a 5 kazako.

## Carriera
Originario di Aâköz, Orazov ha debuttato nella nazionale maschile di calcio a 5 del Kazakistan il 6 febbraio 2017 durante un incontro amichevole contro la Bielorussia vinto per 1-0 proprio grazie a una sua rete. Con il Kazakistan ha partecipato alla Coppa del Mondo 2021, conclusa dai cosacchi al quarto posto, e a due edizioni del campionato europeo.

## Palmarès
- Campionato kazako: 4
Kairat: 2017-18, 2018-19, 2019-20, 2020-21